# San Agustín Etla
San Agustín Etla è un comune del Messico, situato nello stato di Oaxaca.